# Linus (periodico)
linus è una rivista italiana mensile di fumetti, fondata da Giovanni Gandini e pubblicata inizialmente dalla casa editrice Figure nell'aprile del 1965. Fu la prima rivista italiana dedicata esclusivamente ai fumetti, destinata a un pubblico adulto e con una spiccata caratterizzazione politica.
Il nome si riferisce all'omonimo personaggio dei fumetti della celebre serie a strisce Peanuts pubblicata sulle pagine del periodico. Viene pubblicata da 60 anni e nel 2015, per il cinquantesimo, le sono state dedicate varie mostre commemorative oltre che una ristampa anastatica dei primi numeri.

## Storia editoriale

### Esordi e anni sessanta
Il fortunato riscontro a due volumi che proponevano per la prima volta in Italia i fumetti dei Peanuts -  Arriva Charlie Brown! (1963) e Il secondo libro di Charlie Brown (1964), editi da una casa editrice fondata appositamente per pubblicarli e che fino al 1968 continuerà a chiamarsi Figure s.r.l per poi prendere il nome dalla libreria di Gandini, la Milano Libri Edizioni - convinse della buona idea di realizzare una rivista nella quale proporre fumetti analoghi e, a seguito di contatti con il distributore United Feature Syndicate, vengono acquisiti i diritti di altre importanti serie di fumetti a strisce americane e, nell'aprile 1965, la nuova testata esordì pubblicata in un formato spillato di grandi dimensioni (20,5x27 cm); nel tempo il formato cambierà più volte diventando tascabile nel 1979  (15,5x21 cm) e dal 1981 brossurato a parità di formato fino al 1992 quando si ritorna al formato grande spillato. Il nome della testata venne scelto riferendosi a uno dei personaggi principali dei Peanuts, celebre striscia a fumetti, in quanto «è un personaggio pieno di fantasia, è simpatico e ha un nome facile da dire e da ricordare». Nel primo numero della rivista, l'editore Gandini così presentò la testata: «Questa rivista è dedicata per intero ai fumetti. Fumetti s’intende di buona qualità, ma senza pregiudizi intellettualistici. Accanto alle storie e ai personaggi più moderni e significativi come i "Peanuts" (...), la rivista intende presentare fumetti di avventura, classici per l’infanzia, inediti di giovani autori. L’unico criterio di scelta di questa "letteratura grafica" è quello del valore delle singole opere, del divertimento che ne può trarre il lettore, oggi; non quello di un interesse puramente documentario o archeologico. I classici della storia del fumetto che pubblicheremo saranno solo quelli veramente originali e ancora validi oggi, verificati a una lettura il più possibile disinteressata, scevra di mitologie. Cercheremo poi di presentare al pubblico italiano quei fumetti che ancora non conosce, di rivelargli tempestivamente le nuove scoperte di tutto il mondo, di tenerlo informato su quanto avviene e si dice in questo campo.» Nel primo numero compariva anche, nella prima pagina, un'intervista di Umberto Eco a Elio Vittorini e Oreste Del Buono fatta presso la libreria della moglie di Gandini,  incentrata su «una cosa che riteniamo molto importante e seria, anche se apparentemente frivola: i fumetti di Charlie Brown».
Le serie a fumetti che vennero pubblicate, precedute tutte nel primo numero da una presentazione, sono dei classici del fumetto internazionale e, oltre ai Peanuts di Schulz, che saranno sempre presenti nella lunga vita editoriale della testata, presentava nel primo periodo anche Li'l Abner di Al Capp, Braccio di Ferro di Elzie Crisler Segar, Krazy Kat di Herriman, B.C. di Johnny Hart, Pogo di Walt Kelly, Dick Tracy di Chester Gould e Jeff Hawke di Sydney Jordan. Fra gli autori italiani pubblicati in questo periodo ci furono Guido Crepax, con i personaggi di Neutron e Valentina, ed Enzo Lunari, con la serie di Girighiz. Erano anche presenti articoli e approfondimenti sul fumetto italiano e straniero, di politica e rubriche come Wutki, dedicata a giochi logici e matematici. Successivamente compariranno rubriche su vari argomenti come la narrativa, il cinema, la musica, con collaborazioni di nomi noti del giornalismo, ma anche di scrittori e critici. Seguiranno poi altre serie a fumetti come Bristow, Wizard of Id, Barbarella, Fearless Fosdick e Felix the Cat, e autori come Jules Feiffer e l'italiano Dino Battaglia.
Il successo della rivista porta poi a pubblicare già dagli anni sessanta dei supplementi che presentano racconti e fumetti nello stile della rivista e che hanno titoli che ricordano la testata originale come linusestate, ReLinus, AcquaLinus, LinusDaieDai, linusilrosso, dove venne proposto il materiale acquistato dall'editore per la serie regolare ma non ancora pubblicato; vennero realizzati fino al 1973 trenta volumi privi di numerazione; in particolare, sul primo volume della serie, linusestate, del 1966, esordì la serie Fantastici Quattro, primo esempio di supereroi Marvel pubblicato in Italia mentre sul successivo Asterlinus esordì Asterix. Oltre ai supplementi, dal 1965 al 1974 venne pubblicato un albo a cadenza annuale noto come almanacco linus che veniva dato in omaggio agli abbonati; si trattava di volumi cartonati antologici o monografici; dal 1975 la serie si rinnova e viene venduta in edicola; si tratta di volumi spillati o brossurati pubblicati annualmente fino al 2000 inizialmente come supplemento al primo numero dell'anno della serie regolare mentre, dal 1980, vengono pubblicati come tredicesimo numero dell'anno della testata principale; dal 1996 divengono una pubblicazione autonoma pubblicata due volte all'anno con formati variabili.

### Anni settanta
Nel 1972 la rivista è ceduta alla Rizzoli insieme a tutta la casa editrice e la direzione passa al giornalista e scrittore Oreste Del Buono e conquista una posizione assolutamente centrale nel panorama del fumetto e della cultura italiana. In questo periodo la testata arriva a vendere 110 000 copie al mese. La nuova direzione rinnova la testata dando molto più spazio alla satira, presentando serie come Fritz il gatto di Robert Crumb, Doonesbury di Garry Trudeau, l'Eternauta di Alberto Breccia ed Héctor Germán Oesterheld e Inside Woody Allen. Arrivarono autori come Georges Wolinski, Jean-Marc Reiser, Gérard Lauzier, Copi e nuove serie a strisce americane come Crock e Beetle Bailey oltre a opere di autori italiani come Corto Maltese di Hugo Pratt, le vignette con il personaggio di Cipputi di Altan o le serie di Lunari e Filippo Scozzari, Renato Calligaro, Perini e Pericoli o le vignette di Vincino e Vauro.
Nel 1974, inoltre, esordì la testata "gemella" di linus, alterlinus, la cui proposta consisteva essenzialmente in fumetti d'avventura – laddove linus ospitava perlopiù (e sempre più) strisce sindacate e fumetti umoristici. La rivista durò fino al 1986, vivendo fasi alterne (nel 1977 cambiò testata in alteralter, nel 1986 in Il grande ALTER).

### Anni ottanta e novanta
Nel 1981 la direzione passò a Fulvia Serra quando, a seguito del coinvolgimento della casa editrice Rizzoli nello scandalo della P2 di Licio Gelli, Del Buono lascia l'incarico per protesta. Serra rimarrà in carica fino al 1995 quando ritornerà Oreste del Buono. Nel 1985, per i venti anni della rivista, esce l'almanacco Il meglio di linus, a cura di Fulvia Serra e Claudio Castellacci.
In questo periodo compariranno altri autori sia italiani che stranieri come Andrea Pazienza, Daniele Panebarco con la serie Big Sleeping e altre oltre al Bobo di Staino, i Frustrati e Agrippine di Claire Bretécher, Bloom County di Berkeley Breathed, Kako di Flora Graiff, Ciacci di D'Alfonso e Cascioli, le vignette di Angese ed Ellekappa oltre al famosissimo Calvin & Hobbes di Bill Watterson. Oltre ai fumetti continuano a comparire articoli di vari autori e giornalisti come Saverio Tutino, Michele Serra, Giampaolo Spinato, Pier Vittorio Tondelli, Stefano Benni, Alessandro Baricco, Omar Calabrese, Stefano Jesurum, Ivan Della Mea, Piergiorgio Paterlini, Maria Nadotti, Giovanna Nuvoletti, Enzo Costa, Giuliano Aluffi, Enzo Baldoni.
La testata viene poi rilevata nel 1995 dalle Edizioni Baldini e Castoldi e arriveranno nuove serie a fumetti mentre altre scompariranno dalla rivista. Fra le nuove proposte esordiscono: Liberty Meadows, Dilbert, Mutts, Monty, The Far Side di Gary Larson, Zits, Get Fuzzy, The Boondocks e altri.

### Anni duemila e duemiladieci
Altri autori e serie che esordiscono sulla testata in questo periodo sono Cul de Sac di Richard Thompson, Maakies di Tony Millionaire. Anche dopo la morte di Schulz, la testata continua a pubblicare i Peanuts ristampando vecchie strisce.
Vengono inaugurate rubriche dedicate alla rete internet come Digital Graffiti e viene aperto un blog legato alla testata.
Il mensile è diretto, dopo la morte di del Buono, da Stefania Rumor fino al 2015 quando le subentra Giovanni Robertini e dal 2016 da Pietro Galeotti.
Nel 2013 la rivista non è stata pubblicata nei mesi di maggio e giugno, a seguito di «una serie di problemi gravi e di complicata soluzione, riguardanti stampa e logistica e conseguenti a un difficile momento della società editrice», riprendendo poi col numero di luglio.
A partire da dicembre 2014 la rivista è disponibile anche in versione digitale, acquistabile dal sito dell'editore Baldini e Castoldi.
Nel giugno 2017 Baldini e Castoldi viene acquistata dalla casa editrice La nave di Teseo, divenuta titolare del 95% del capitale sociale.
A partire dal numero 636 (maggio 2018) la rivista è diretta da Igort (pseudonimo di Igor Tuveri), regista, fumettista ed editore, già fondatore di Coconino Press e attualmente direttore editoriale di Oblomov.

### Direzioni
- Giovanni Gandini: 1965 - 1971
- Oreste Del Buono: 1971 - 1981; 1995 - 2003
- Fulvia Serra: 1981 - 1995
- Michele Dalai: 2003 - 2008
- Stefania Rumor: 2008 - 2015
- Giovanni Robertini: 2015 - 2016
- Pietro Galeotti: 2016 - 2018
- Igort: 2018 -

## Riconoscimenti
- Mostra “Linus e la rivoluzione del ’65”, dedicata alla rivista per i 50 anni (11 aprile - 10 maggio 2015 presso WOW Spazio Fumetto a Milano).[8][23]
- Mostra “50 anni di Linus, cinquant’anni di storia del fumetto” presso il Centro Fumetto Andrea Pazienza di Cremona (24 ottobre -  29 novembre 2015).[7]
- Mostra "Buon Compleanno Linus - 1965–2025: 60 anni di fumetto d’autore a Milano" presso il Cortile d'onore della Pinacoteca di Brera a Milano (3 giugno - 9 settembre 2025)